# Thomas Lewis (Mediziner)

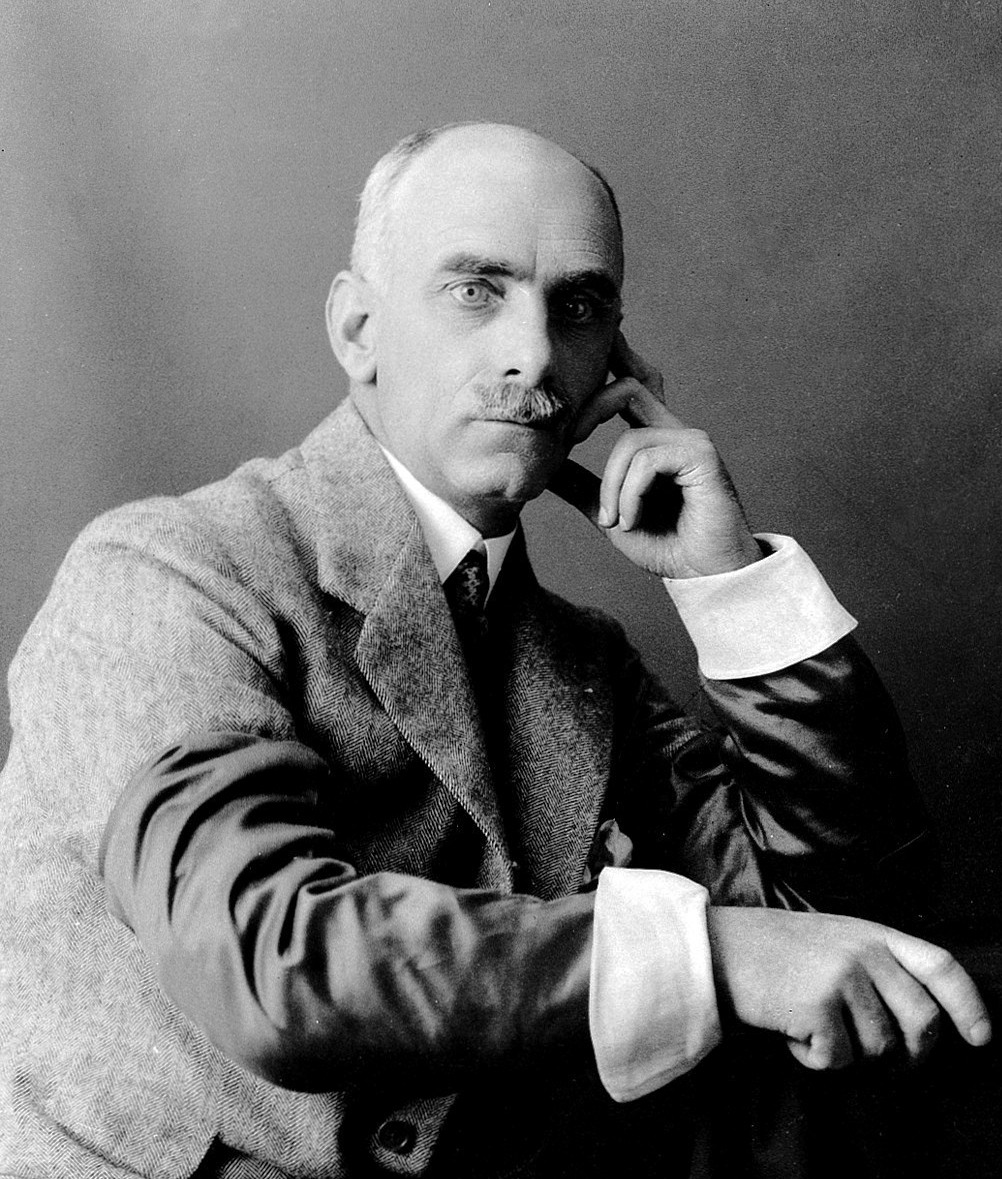
Sir Thomas Lewis

Sir Thomas Lewis (* 26. Dezember 1881 in Roath, Cardiff, Wales; † 17. März 1945 in Loudwater, Hertfordshire) war ein britischer Kardiologe.
Lewis war der Sohn eines Bergbauingenieurs und wurde überwiegend privat unterrichtet. Ab 1897 studierte er am University College Cardiff mit dem Bachelor of Science Abschluss 1900. 1902 setzte er seine medizinische Ausbildung am University College Hospital (UCH) in London fort mit dem Bachelor of Medicine, Bachelor of Surgery (MBBS) 1905, wobei er eine Goldmedaille der Universität erhielt. Im selben Jahr erhielt er für seine Forschungsarbeit einen D. Sc. der University of Wales. Er blieb für den Rest seiner Karriere am UCH. 1907 erhielt er seinen medizinischen Doktor (M.D.). Er war House Physician am UCH und 1911 wurde er Lecturer in der Pathologie von Herzerkrankungen. Er machte sich einen Namen für Grundlagenforschung in der Kardiologie und führte früh (1908) Elektrokardiographie in die klinische Praxis ein und korrespondierte dazu seit 1906 mit dessen Erfinder Willem Einthoven. 1919 erhielt er eine volle Stelle als Physician am UCH.
Im Ersten Weltkrieg war er am Military Heart Hospital in Hampstead für forschte für den Vorläufer des Medical Research Council über Cardiophobie (Soldier´s Heart genannt), worüber er ein Buch schrieb (The Soldier´s Heart and the Effort Syndrome, 1918). Er erkannte die nervöse Ursache der Erkrankung und fand Therapiewege, die den weiteren Fronteinsatz der Soldaten erlaubten, wofür er 1920 den CBE erhielt und 1921 als Knight Bachelor geadelt wurde. Er gründete eine Abteilung für klinische Forschung am UCH. Mitte der 1920er Jahre wechselte er seinen Forschungsschwerpunkt von Herzrhythmusstörungen zu vaskulären Reaktionen der Haut und danach zu Erkrankungen peripherer Gefäße wie dem Raynaud-Syndrom und den Schmerz-Mechanismen. Nachdem er schon mit 45 Jahren einen Infarkt erlitten hatte und danach sein exzessives Rauchen aufgab, starb er 1945 an einer koronaren Herzerkrankung.
1913 wurde er Fellow des Royal College of Physicians (FRCP). 1918 wurde er Fellow der Royal Society, deren Royal Medal er 1927, deren Copley Medal er 1941 erhielt und deren Vizepräsident er 1943 bis 1945 war.
1909 gründete er die Zeitschrift Heart mit James MacKenzie. 1933 nannte er die Zeitschrift in Clinical Science um (ein Begriff, den er im Englischen einführte). 1930 gründete er die Medial Research Society.
Er war seit 1916 mit Alice Lorna Treharne James verheiratet und hatte drei Kinder.
1981 wurde er mit einer Briefmarke in Mauritius geehrt. Darüber hinaus trägt der Lewis Sound in der Antarktis seinen Namen.

## Schriften
- Clinical Electrocardiography 2nd edition 1913
- Clinical disorders of the heartbeat: a handbook for practitioners and students. Published 1912  by Shaw & Sons, London
- The Soldier´s Heart and the Effort Syndrome, 1918
- The blood vessels of the human skin and their responses, 1927
- Diseases of the Heart, 1932
- Bücher von Thomas Lewis im Internet Archive
- J. C. Meakins, J. Parkinson, E. B. Gunson, T. F. Cotton, J. G. Slade, A. N. Drury, T. Lewis: A Memorandum UPON HEART AFFECTIONS IN SOLDIERS: WITH SPECIAL REFERENCE TO PROGNOSIS OF "IRRITABLE HEART." In: British medical journal. Band 2, Nummer 2908, September 1916, S. 418–420, PMID 20768301, PMC 2354720 (freier Volltext).